# Peeter Tarvis
Peeter Tarvis, né le 14 décembre 1993 à Rapla, est un coureur cycliste estonien.

## Biographie
Peeter Tarvis est originaire de la ville de Rapla. Il participe à ses premières courses cyclistes vers l'âge de huit ans. En 2013 et 2014, il évolue sur route au sein de l'équipe continentale Rietumu-Delfin. Il pratique également le VTT. Dans cette discipline, il est devenu champion d'Estonie de cross-country marathon à plusieurs reprises. Il a par ailleurs représenté son pays natal sur plusieurs éditions des championnats d'Europe ou des championnats du monde. 
En dehors de sa carrière cycliste, il a suivi des études de droit à l'université de Tartu,. Titulaire d'un master, il travaille habituellement au sein de la Cour d'État d'Estonie, lorsqu'il ne participe pas à des compétitions.

## Palmarès en VTT
- 2015
  -  Champion d'Estonie de cross-country marathon
- 2016
  -  Champion d'Estonie de cross-country marathon
- 2017
  - 3e du championnat d'Estonie de cross-country marathon
- 2018
  - 3e du championnat d'Estonie de cross-country marathon
  - 3e du championnat d'Estonie de cross-country
- 2019
  - 2e du championnat d'Estonie de cross-country marathon
  - 2e du championnat d'Estonie de cross-country
- 2020
  - 3e du championnat d'Estonie de cross-country marathon
- 2022
  -  Champion d'Estonie de cross-country marathon
  - 2e du championnat d'Estonie de cross-country
- 2023
  - 3e du championnat d'Estonie de cross-country
- 2024
  -  Champion d'Estonie de cross-country marathon
  - 3e du championnat d'Estonie de cross-country

## Classements mondiaux
| Année                                 | 2019  | 2020  |
| ------------------------------------- | ----- | ----- |
| Classement mondial                    | 1806e | 2143e |
| UCI Europe Tour                       | 1186e | 1563e |
|                                       |       |       |
| Légende : nc = non classéSource : UCI |       |       |